# Luteitalea
Luteitalea es un género de bacterias gramnegativas de la familia Vicinamibacteraceae. Actualmente (2024) contiene una sola especie: Luteitalea pratensis. Fue descrita en el año 2017. Su etimología hace referencia a bacteria amarilla. El nombre de la especie hace referencia a prado. Es aerobia e inmóvil. Catalasa positiva y oxidasa negativa. Tiene un tamaño de 0,6-0,75 μm de ancho por 0,9-1,4 μm de largo. Forma colonias circulares, convexas, de color amarillo oscuro y con márgenes enteros. Temperatura de crecimiento entre 0-36 °C, óptima de 20-30 °C. Tiene un tiempo de duplicación de 29,8 horas. Es resistente a penicilina, oxacilina, ampicilina, cefalotina, cefotaxima, aztreonam, imipenem, cloranfenicol, eritromicina, norfloxacino, neomicina, fosfomicina, moxifloxacino y linezolid. Tiene un genoma de 6,4 Mpb y un contenido de G+C de 64,7%. Se ha aislado de un prado de pasto en Thuringia, Alemania. 